# Newcastle United Women's Football Club
Ne doit pas être confondu avec Newcastle United Jets
Maillots
La section féminine de Newcastle United est un club féminin de football anglais basé à Newcastle upon Tyne.

## Histoire
Alors qu'il était indépendant auparavant, le club devient officiellement la section féminine du Newcastle United en 2022.
Le 1er mai 2022, l'équipe joue pour la première fois au St James' Park pour la réception de Alnwick Town. Devant plus de 22 000 spectateurs, Newcastle s'impose 4-0.
Lors de la saison 2022-2023, le club remporte son groupe de quatrième division à la différence de buts devant Wolverhampton et est promu à l'échelon supérieur. Le club, devenu professionnel en mars 2023, est le seul club professionnel de troisième division,. En 2024, après une victoire 10-0 face à Huddersfield, Newcastle devient champion de Women's National League et est promu en Championship (D2).

## Rivalités
Newcastle dispute le Tyne-Wear Derby face à Sunderland. Le 23 mars 2025, le derby attire 38 502 spectateurs au St James' Park, une affluence record en Women's Championship, et voit les Magpies s'imposer 1-0.

## Stades
L'équipe joue à domicile au Kingston Park, partagé avec les Newcastle Falcons, et dispute quelques matches au St James' Park, où elle bat régulièrement des records d'affluence.